# Zoltán Nemere
Zoltán Nemere (* 20. dubna 1942 Bokod – 6. května 2001 Felgyő, Maďarsko) byl maďarský sportovní šermíř, který se specializoval na šerm kordem. Maďarsko reprezentoval v šedesátých a sedmdesátých letech. Na olympijských hrách startoval v roce 1964 a 1968 v soutěži jednotlivců a družstev. V roce 1965 získal titul mistra světa mezi jednotlivci. S maďarským družstvem kordistů vybojoval dvě zlaté olympijské medaile a v roce 1970 a 1971 vybojoval s družstvem titul mistra světa.